# Lowell (Indiana)
Lowell es un pueblo ubicado en el condado de Lake en el estado estadounidense de Indiana. En el Censo de 2010 tenía una población de 9276 habitantes y una densidad poblacional de 680,11 personas por km².

## Geografía
Lowell se encuentra ubicado en las coordenadas 41°17′41″N 87°24′59″O / 41.29472, -87.41639. Según la Oficina del Censo de los Estados Unidos, Lowell tiene una superficie total de 13.64 km², de la cual 13.42 km² corresponden a tierra firme y (1.63%) 0.22 km² es agua.

## Demografía
Según el censo de 2010, había 9276 personas residiendo en Lowell. La densidad de población era de 680,11 hab./km². De los 9276 habitantes, Lowell estaba compuesto por el 95.88% blancos, el 0.53% eran afroamericanos, el 0.36% eran amerindios, el 0.26% eran asiáticos, el 0.05% eran isleños del Pacífico, el 1.69% eran de otras razas y el 1.23% pertenecían a dos o más razas. Del total de la población el 6.9% eran hispanos o latinos de cualquier raza.

## Educación dentro de Lowell
Lowell actualmente tiene tres escuelas primarias y dos escuelas secundarias, uno para grados cuatro por ocho y uno para grados nueve por doce. La escuela para grados nueve por doce se llama Escuela Secundaria de Lowell y tiene aproximadamente uno mil trescientos estudiantes. La escuela tiene muchos clubes y deportes que están listado en la página para la escuela.